# Meloidogyne chitwoodi
Meloidogyne chitwoodi — вид нематод родини гетеродерових (Heteroderidae). Це рослинна патогенна коренево-вузлова нематода, яка є шкідником картоплі, моркви та скорцонери іспанської. Утворює гали на коріннях рослин.